# Byvärma
Byvärma este o arie protejată (arie specială de conservare — SAC, sit de importanță comunitară — SCI) din Suedia întinsă pe o suprafață de 40 ha, integral pe uscat.

## Localizare
Centrul sitului Byvärma este situat la coordonatele 56°40′36″N 14°07′51″E / 56.6767°N 14.1309°E.

## Înființare
Situl Byvärma a fost declarat sit de importanță comunitară în ianuarie 1997 pentru a proteja 1 specie de plante. Situl a fost protejat și ca arie specială de conservare în martie 2011.

## Biodiversitate
Situată în ecoregiunea boreală, aria protejată conține 2 habitate naturale: Taiga vestică, Păduri aluvionare cu Alnus glutinosa și Fraxinus excelsior (Alno-Padion, Alnion incanae, Salicion albae).
La baza desemnării sitului se află o specie protejată de  plante: Dichelyma capillaceum.